# Хакама
Хакама (яп. 袴) — традиционные японские длинные широкие штаны в складку, похожие на юбку, шаровары или подрясник, первоначально носимые мужчинами. Изначально под словом «хакама» подразумевался кусок материи, обёртываемый вокруг бёдер. Хакама у мужчин крепятся на бёдрах, у женщин — на талии. В настоящее время хакама часто носят девушки на выпускных церемониях. Уровень официальности хакама зависит от ткани и расцветки. В Средние века их ежедневное ношение разрешалось лишь кугэ, самураям и священникам, простолюдинам же разрешалось надевать их лишь в исключительных случаях (например, в день собственной свадьбы). Готовясь к бою, самураи ниже колен стягивали хакама поножами или обмотками.
Хакама красного цвета с белым верхом считается женским религиозным одеянием в Синто и Оомото. В будо хакама чаще всего чёрного цвета. Хакама у будока является символом мастерства, и часто их разрешают носить в додзё лишь с 1 дана или 3 кю (у женщин). В кэндо часто используется хакама, окрашенная в цвет индиго.

## Типыхакамаи их устройство
Существует два типа хакама: раздельные  (яп. 馬乗り уманори, дословно: хакама для езды на лошади) и исключительно женские нераздельные  (яп. 行灯袴 андон бакама, досл.: хакама-фонарь). Тип уманори имеет отдельную штанину для каждой ноги и потому больше напоминают штаны, чем юбку. Оба этих типа довольно похожи. Тип уманори хакама «гора» или «поле» традиционно использовались для работы в поле или лесу, так как были более свободны в талии и у́же в ногах.
Хакама снабжены четырьмя лентами (химо); две длинные химо прикреплены по обеим сторонам передней части штанов, две короткие химо — по обеим сторонам задней части. Задняя сторона одежды имеет небольшую жёсткую трапециевидную часть, называемую коси-ита. Ниже, на внутренней части, располагается хакама-доме (напоминающий ложку компонент иногда называемый хера), который заправляется в оби или короткие химо, и помогает удерживать хакама на месте.
Хакама имеют семь глубоких складок, две на задней части и пять на передней. Количество складок имеет философский смысл; каждая представляет одну из семи добродетелей бусидо, необходимых для следования по Пути самурая. Хоть они и кажутся сбалансированными, расположение передних складок (три справа, две слева) асимметрично, что является одним из примеров асимметрии в японской эстетике. Другое объяснение неравномерному распределению складок апеллирует к разнице в длине шага правой и левой ногой, что особенно важно при стойках и перемещении из позиции сэйдза.

## Мужские хакама
Классический тип мужских хакама шьётся из твёрдого шёлка в полоску, обычно чёрной с белой или чёрной и тёмно-синей. Они надеваются с чёрным монцуки-кимоно (кимоно с одним, тремя или пятью фамильными гербами на спине, груди и плечах), белыми таби, белой нагадзюбан (нижнее тонкое кимоно) и различными типами обуви. В прохладную погоду монцуки хаори (длинный жакет) с белыми хаори-химо завершали костюм.
Хакама могут носиться с любым типом кимоно, за исключением юката. В то время как полосатые хакама обычно надеваются в составе формальных комплектов облачения, полоски, отличающие от чёрного, серого и белого цветов говорят о возможности облачения с менее формальными типами традиционной одежды. Сплошные и градуированные цвета также весьма распространены.
Хотя хакама раньше являлась обязательной частью одежды самурая, в наши дни типичный японец, как правило, надевает хакама лишь по наиболее официальные случаям, а также во время чайной церемонии, свадьбы и похорон. Хакама также служит одной из частей кэйкоги в различных боевых искусствах, таких как кэндо, иайдо, тайдо, кобудо, айкидо, кюдо и некоторых других школ, особенно специализирующихся на работе с оружием. Борцам сумо, которые не носят хакама в контексте своего боевого искусства, тем не менее, необходимо надевать традиционную японскую одежду каждый раз находясь перед публикой. Так как хакама являются одной из наиболее важных частей традиционной мужской одежды, сумоистов часто можно видеть в хакама при посещении теми официальных церемоний.
Помимо практикующих будо, хакама (как правило салатового цвета) служат частью повседневной одежды синтоистских священников-каннуси.

### Камисимо, катагину и нага-бакама
Традиционно хакама является частью костюма камисимо (上下 или 裃), носимого самураями и придворными в эпоху Эдо, комплект одежды включал кимоно, хакама и безрукавки с преувеличенными плечами (катагину).
Самураи, посещавшие высокопоставленных даймё, иногда были обязаны надевать очень длинные хакама, называемые нага-бакама (длинные хакама). Они напоминали нормальные хакама во всех отношениях, кроме своей значительной длины как спереди, так и сзади, образуя штанинами шлейф до двух футов длиной затрудняющий нормальное передвижение и предотвращающий возможность внезапной атаки с целью покушения. Также штаны хакама (обычно красного цвета) носили придворные и знатные дамы под многослойным нарядом — дзюни-хитоэ.
В настоящее время нага-бакама можно увидеть лишь в постановках театра Но (включая Кёгэн), Кабуки, а также ритуалах Синто.

### Карусан-бакама
Некоторые хакама в период Сэнгоку имели штанины, сильно зауженные к низу; такой пошив имитировал штаны португальцев того времени. Эта разновидность хакама в период Эдо получила название карусан-бакама. В дополнение к конусообразности, каждая штанина имела нечто напоминающее манжету в районе лодыжки, таким образом шарообразная структура не была такой же открытой, как обычные хакама.

### Сасинуки хакама
Сасинуки похожи сразу и на классические хакама, и на карусан-бакама. С одной стороны такие же широкие, как и обычные хакама, без заужения к низу, с другой — шнур-манжета вокруг лодыжки как и у карусан-бакама; у наиболее ранних сасинуки шнур-манжета мог крепиться не только к лодыжке, но и к двум шнурам, вторым концом закреплённым к поясу — за счёт этого достигался эффект «шара». Сасинуки хакама, к тому же, пошиты немного длиннее обычных; технически, и карусан-бакама, и сасинуки относятся к кукури-хакама (подвязанные). Для достижения большего удобства, более формальные сасинуки имели шесть панелей, вместо четырёх. Наиболее распространены сасинуки были в период Хэйан, в основном их носила знать с различными видами полу-формальной одежды и одежды для отдыха.

## Женские хакама
Женские хакама отличаются от мужских; в первую очередь дизайном ткани и способом завязывания.
В то время, как мужские хакама можно носить как по официальным, так и по неофициальных поводам, помимо формы в некоторых боевых искусствах, женщины редко носят хакама за исключением выпускных церемоний и традиционных японских видах спорта, таких как кюдо, а также айкидо и кэндо. Исключительно редко в хакама может быть одета женщина при проведении чайной церемонии.
Образ женщины в кимоно и хакама имеет прочную связь со школьными учителями, берущую свою историю во времена женской эмансипации эпохи Мэйдзи, когда женщинам было разрешено получать школьное образование наравне с мужчинами. Тогда ещё не было современных сейлор фуку, а женщины — что учителя, что ученицы — носили поверх кимоно мужские хакама в знак своего равенства с мужчинами. Несмотря на последующую смену формы, многие преподавательницы и выпускницы традиционно надевают кимоно с хакама при участии в ежегодных церемониях окончания обучения, так же, как университетские профессора в западных странах надевают свои академические шапки и мантии, когда их студенты оканчивают обучение.
Наиболее каноничным изображением девушки в хакама являются мико или девы храма, которые помогают в содержании храма и проведении церемоний. Форма мико состоит из простого белого кимоно и ярко-красных хакама, во время некоторых церемоний — красных нага-бакама.
В то время, как парадные мужские хакама изготовлены из ткани в полоску, женские парадные хакама либо однотонные, либо содержат оттенки нескольких цветов. Хакама для девушек могут быть украшены вышитыми цветами, например сакуры. Женщины обычно носят хакама на уровне талии или выше, тогда как мужчины — на талии и ниже.
За пределами Японии девушек в хакама можно встретить в ресторанах с японской кухней (а в самой Японии — в любом). Но располагаться хакама будут, в отличие от традиционного положения, не на талии, а на бёдрах — как и у мужчин.

## Складывание хакама
Как и все виды традиционной японской одежды, важно складывать и хранить хакама правильно, чтобы предотвратить повреждение и продлить срок службы одежды, особенно той, что сделана из шёлка. С хакама это особенно важно, ведь у них так много складок, которые могут потерять свою форму; в крайнем случае для повторного очерчивания складок может потребоваться помощь специалиста.
Хакама часто считается наиболее сложным предметом одежды для обучения правильному способу складывания, отчасти из-за их складок, отчасти из-за химо, которые должны быть должным образом приглажены и собраны перед связыванием тем или иным способом.
Традиции различных боевых искусств предписывают занимающимся складывать хакама определённым способом. Это считается важной частью этикета.
В некоторых боевых искусствах есть старая традиция, когда старший ученик несёт ответственность за складывание хакамы учителя как проявление уважения.